# Sieradzka Brygada Obrony Narodowej

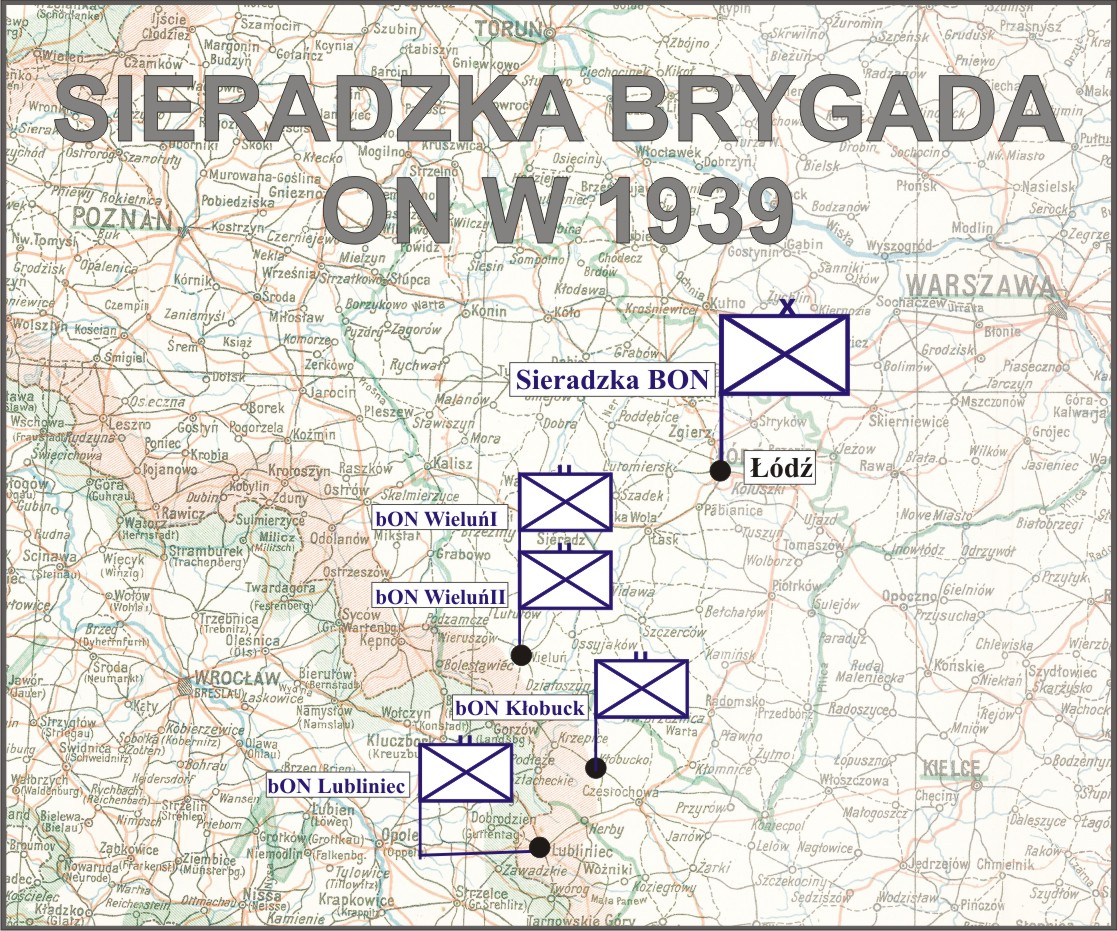
Sieradzka Brygada ON

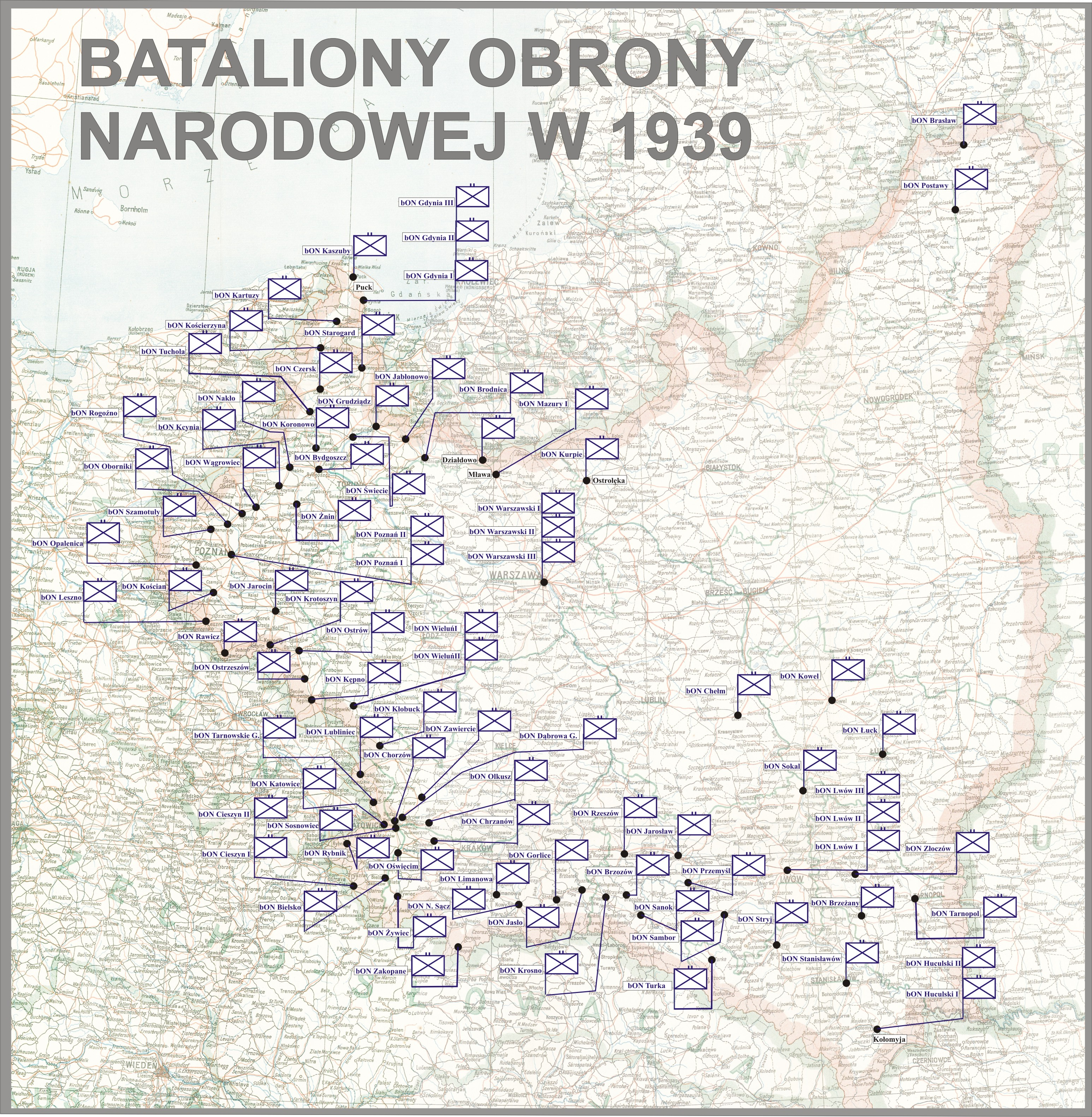
Obrona Narodowa w 1939

Sieradzka Brygada Obrony Narodowej – brygada piechoty Wojska Polskiego II Rzeczypospolitej.
Sieradzka Brygada ON sformowana została w maju 1939 na terenie Okręg Korpusu Nr IV. Dowództwo brygady zorganizowano w Łodzi. Dowódca brygady był równocześnie referentem dowódcy OK IV do spraw Obrony Narodowej i kierownikiem Okręgowego Urzędu Wychowania Fizycznego i Przysposobienia Wojskowego. Jednostką gospodarczą dowództwa był 28 pułk Strzelców Kaniowskich. 1 września dowództwo przeniesione zostało do Wielunia.
W skład brygady włączone zostały cztery bataliony typu IV: Wieluński I, Wieluński II, Lubliniecki i Kłobucki oraz oddział łączności zorganizowany w Wieluniu przy pomocy 31 pułku Strzelców Kaniowskich z Sieradza. Nazwa brygady związana była z ziemią sieradzką. 20 lipca gen. dyw. Juliusz Rómmel dokonał przeglądu obu batalionów wieluńskich.
W kampanii wrześniowej dowództwo brygady występowało jako Dowództwo Oddziału Wydzielonego Nr 2 10 Dywizji Piechoty. Pułkownikowi Grobickiemu podporządkowane zostały bataliony ON „Wieluń I” i „Wieluń II” oraz 1 pułk kawalerii KOP. batalion ON „Kłobuck” podporządkowany został dowódcy 7 Dywizji Piechoty natomiast batalion ON „Lubliniec” dowódcy Krakowskiej Brygady Kawalerii.

## Organizacja i obsada personalna brygady
- Dowództwo
  - dowódca - płk dypl. Jerzy Grobicki
  - szef sztabu - mjr Marian Kisielewski
- batalion ON „Wieluń I” - kpt. Stefan Faczyński
- batalion ON „Wieluń II” - kpt. Edward Rajpold
- batalion ON „Lubliniec” - mjr Franciszek Żak
- batalion ON „Kłobuck” - kpt. Stanisław Ostaszewski
- oddział łączności
- kompania kolarzy - ppor. Zygmunt Świerczewski